# Ганс Петтер Бурос
Ганс Петтер Бурос (норв. Hans Petter Buraas) — норвезький гірськолижник, що спеціалізувався в технічних дисциплінах,  олімпійський чемпіон. 
Золоту олімпійську медаль та звання олімпійського чемпіона Бурос виборов на Олімпіаді 1998 року в Нагано  у слаломі
.

## Зовнішні посилання
- Досьє на sports-reference.com [Архівовано 30 січня 2010 у Wayback Machine.]

## Виноски
1. ↑  Store norske leksikon — 1978. — ISSN 2464-1480
2. ↑  Nagano 1998 Official Report - Volume 3 (PDF). Nagano Olympics Organizing Committee. LA84 Foundation. 1998. Архів оригіналу (PDF) за 26 лютого 2008. Процитовано 30 вересня 2013.
3. ↑  Alpine Skiing at the 1998 Nagano Winter Games: Men's Slalom. Sports Reference. Архів оригіналу за 17 квітня 2020. Процитовано 29 березня 2018.